# Pelecopsis humiliceps
Pelecopsis humiliceps är en spindelart som beskrevs av Holm 1979. Pelecopsis humiliceps ingår i släktet Pelecopsis och familjen täckvävarspindlar. Inga underarter finns listade i Catalogue of Life.